# Eupsophus insularis
Eupsophus insularis (Philippi, 1902) è un anfibio anuro della famiglia Alsodidae.

## Distribuzione e habitat
La specie è localizzata solo nella località tipica, l'Isola Mocha, una piccola isola cilena situata ad ovest della costa della provincia di Arauco, nell'Oceano Pacifico.